# Gorges du Corong
Les gorges du Corong sont un chaos rocheux granitique situé dans les Côtes-d'Armor. Il est situé dans les landes de Locarn, site Natura 2000, en partie dans les communes de Locarn, Duault et Saint-Nicodème. Ces gorges sont sur le cours du ruisseau de l'étang du Follézou, affluent de rive gauche de l'Hyères et sous-affluent de l'Aulne. 

## Description

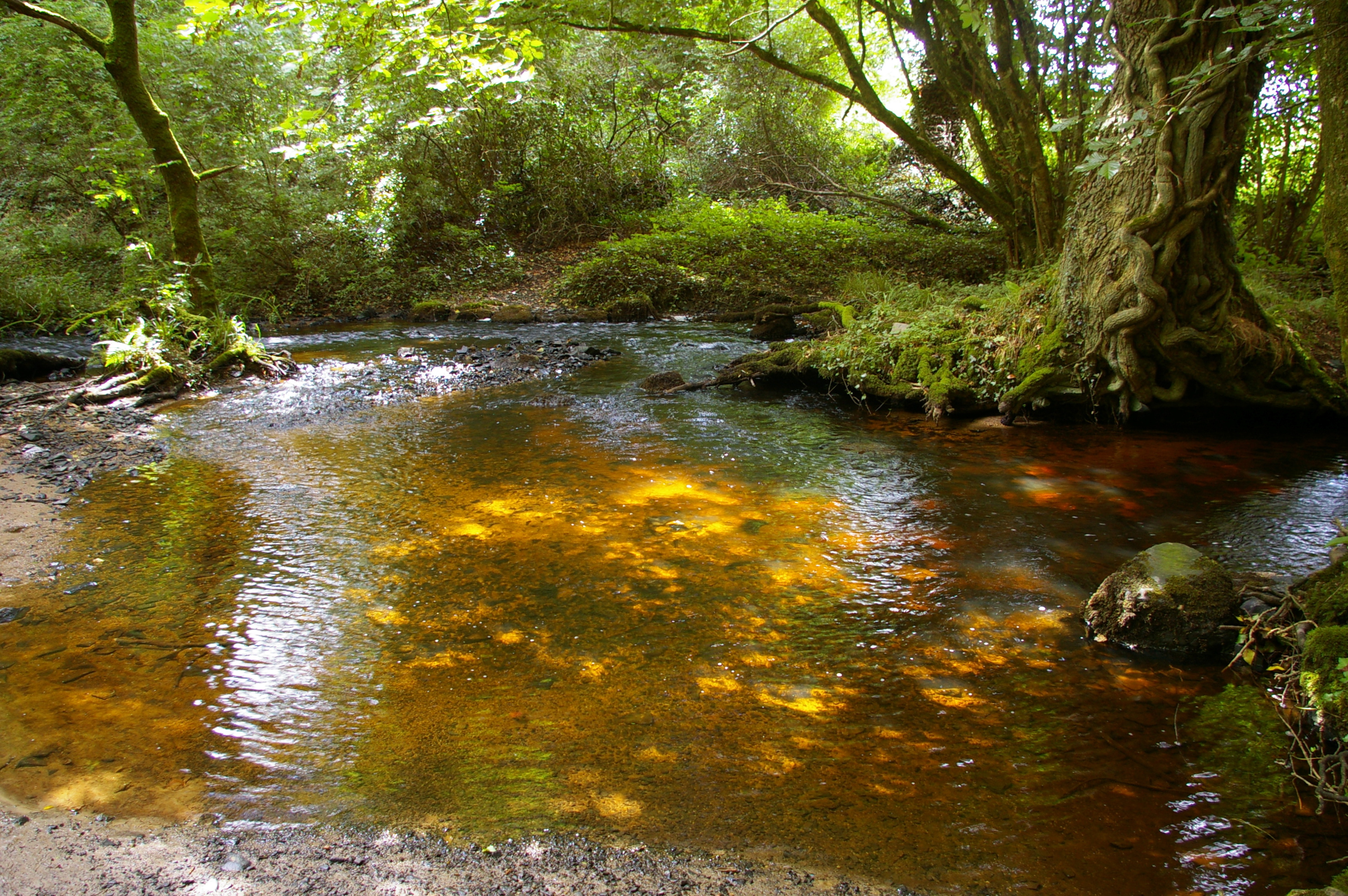
Le ruisseau de l'étang du Follézou dans les gorges du Corong.

La rivière passe au milieu des rochers et, sur une partie de son cours, n'est pas visible en surface.
Selon la légende locale, le chaos du Corong serait l'œuvre du premier homme qui vécut en Bretagne, le géant Boudédé (ou Boudedéo) qui se promenait sur la route qui contournait alors la forêt de Duault. Le chemin étant malaisé et les sabots du géant s'emplissant de graviers, il eut les pieds en sang. D'un geste de colère, il vida dans la vallée du Corong tous les cailloux accumulés dans ses sabots.

## Galerie d'images
- Les gorges du Corong (video).

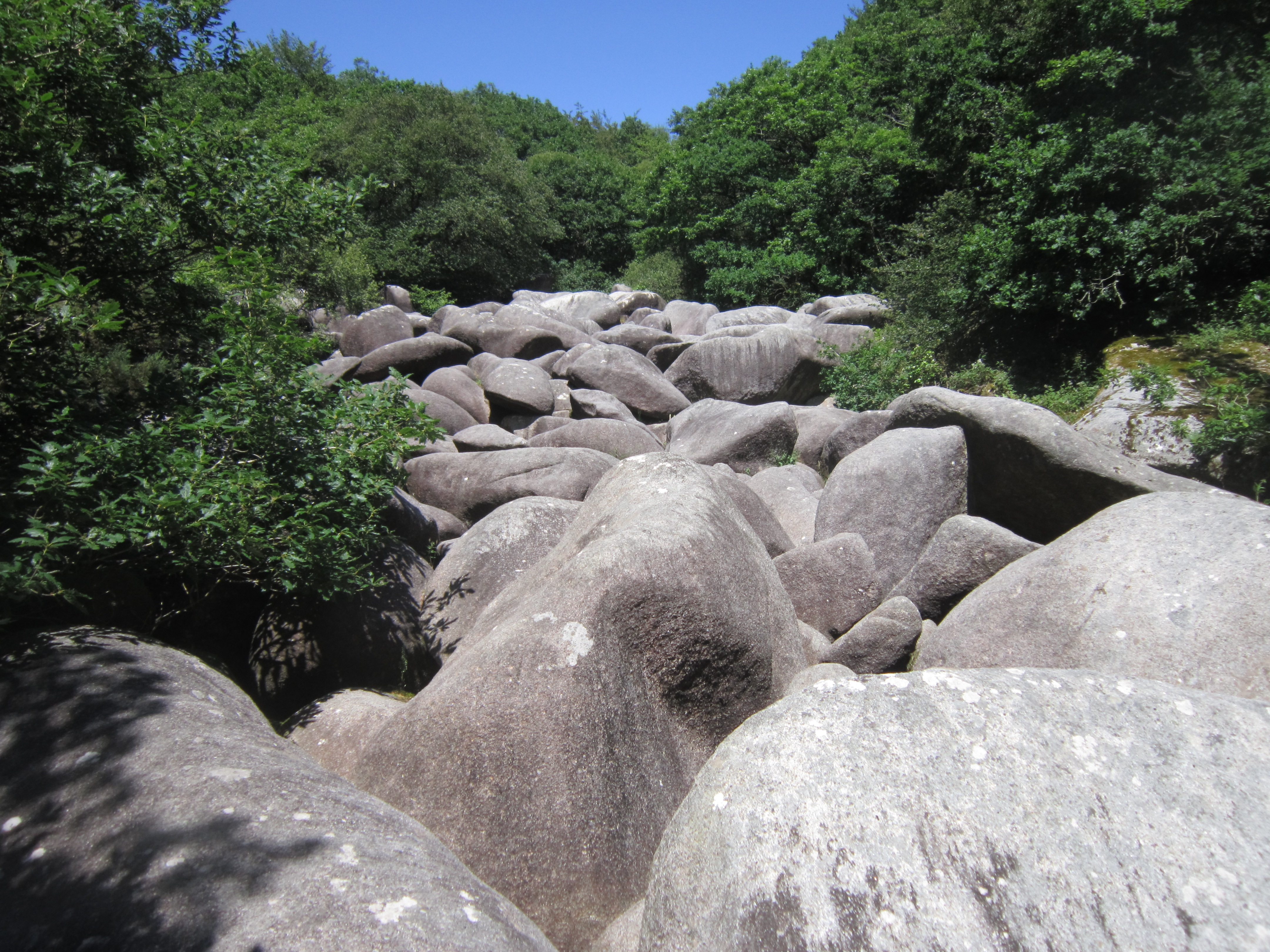
Le chaos rocheux des gorges du Corong (lit de la rivière de l'étang du Follézou).
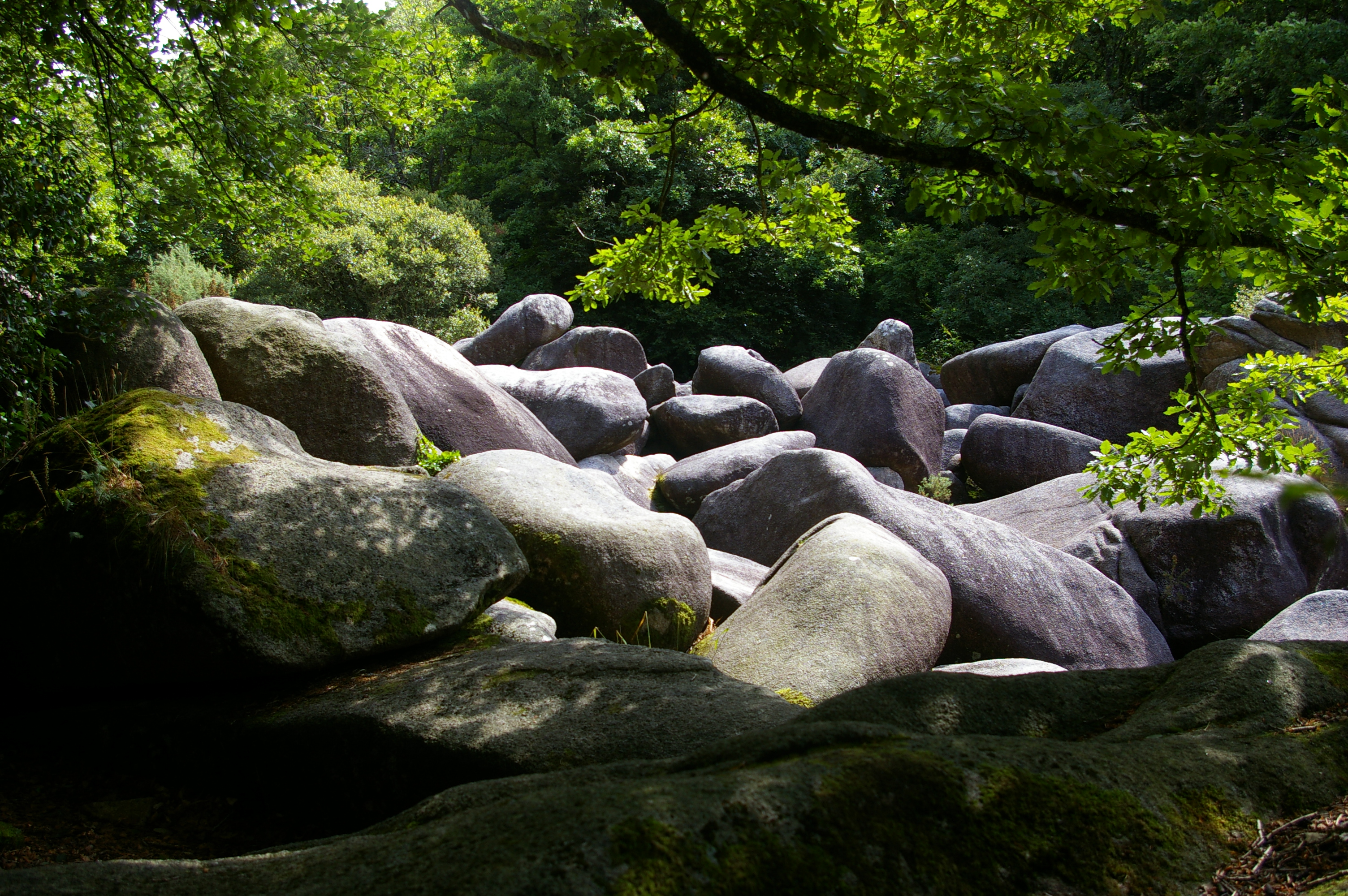
Rochers des gorges du Corong 1.
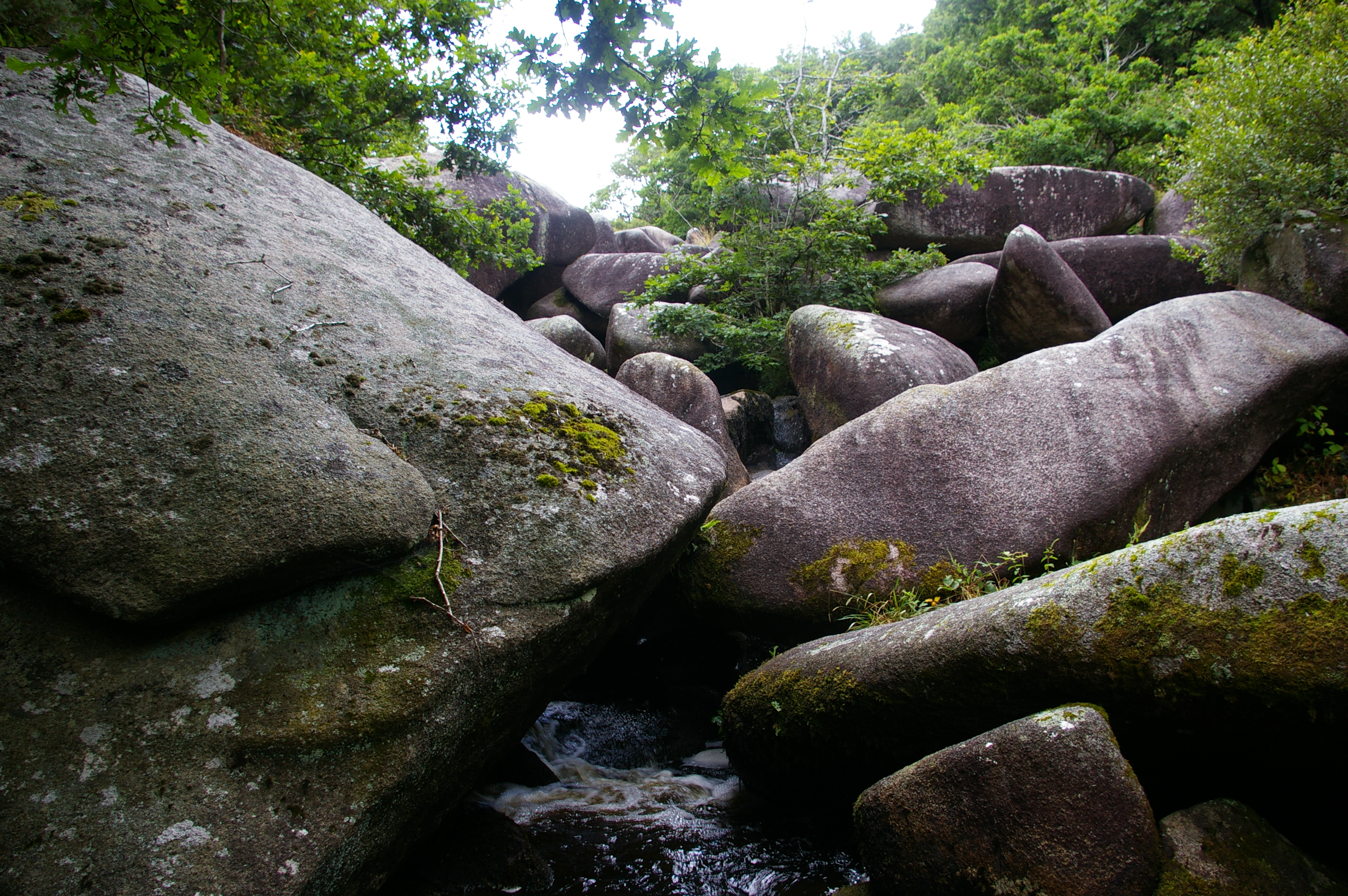
Rochers des gorges du Corong 2.
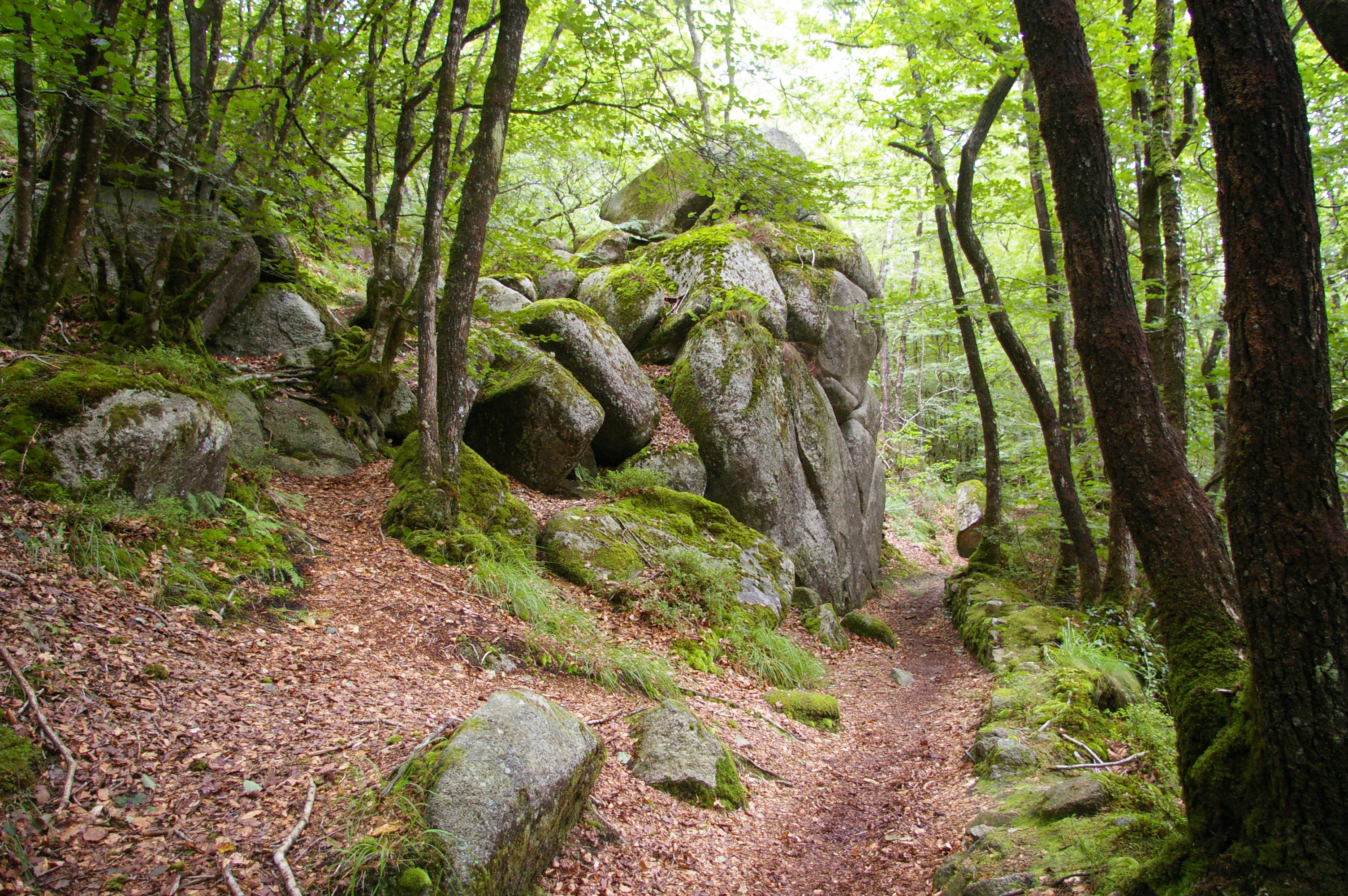
Rochers proches du cours d'eau.
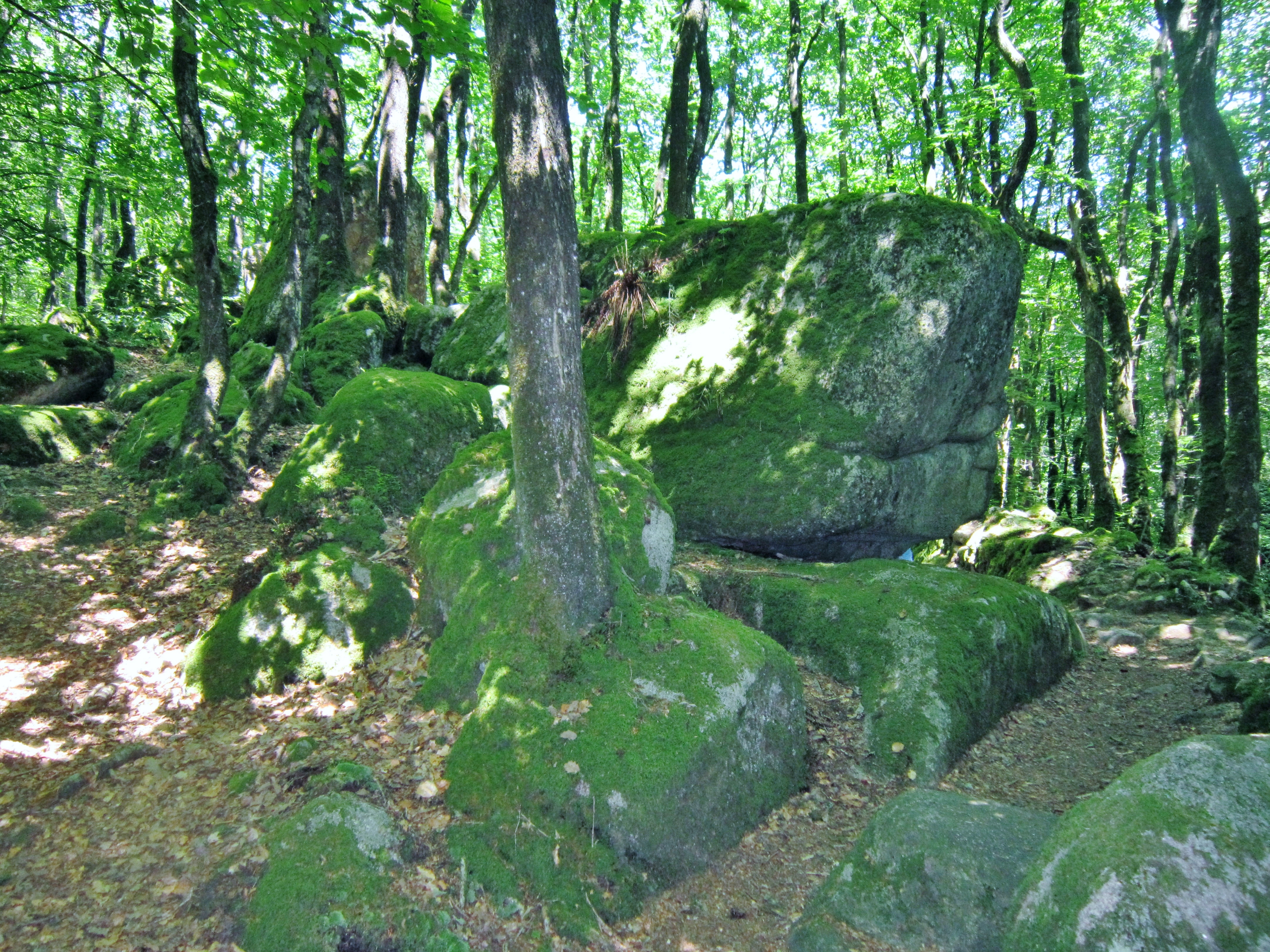
Rochers proches des gorges en forêt de Duault.
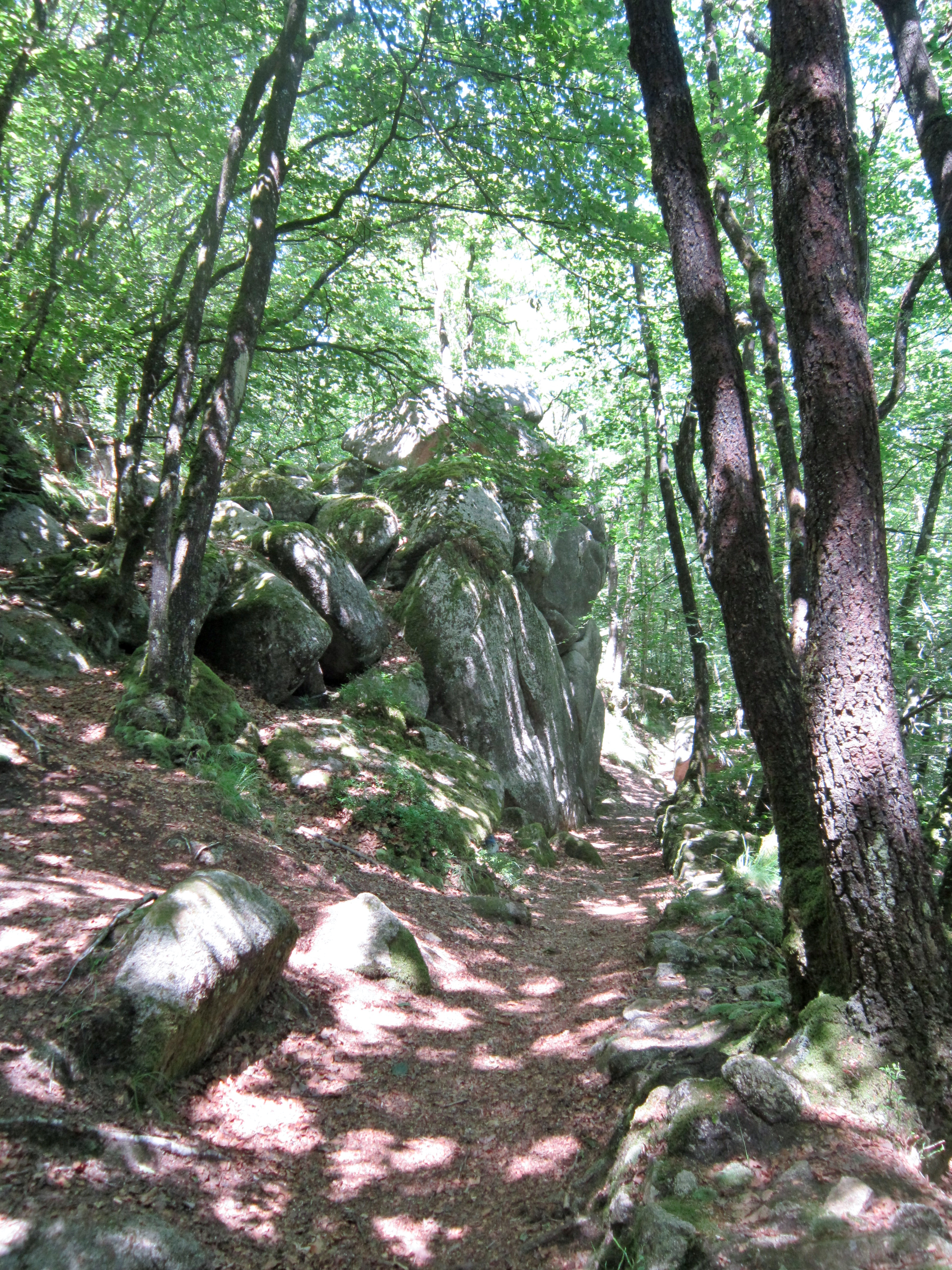
Sentier piétonnier longeant les gorges dans la forêt de Duault.
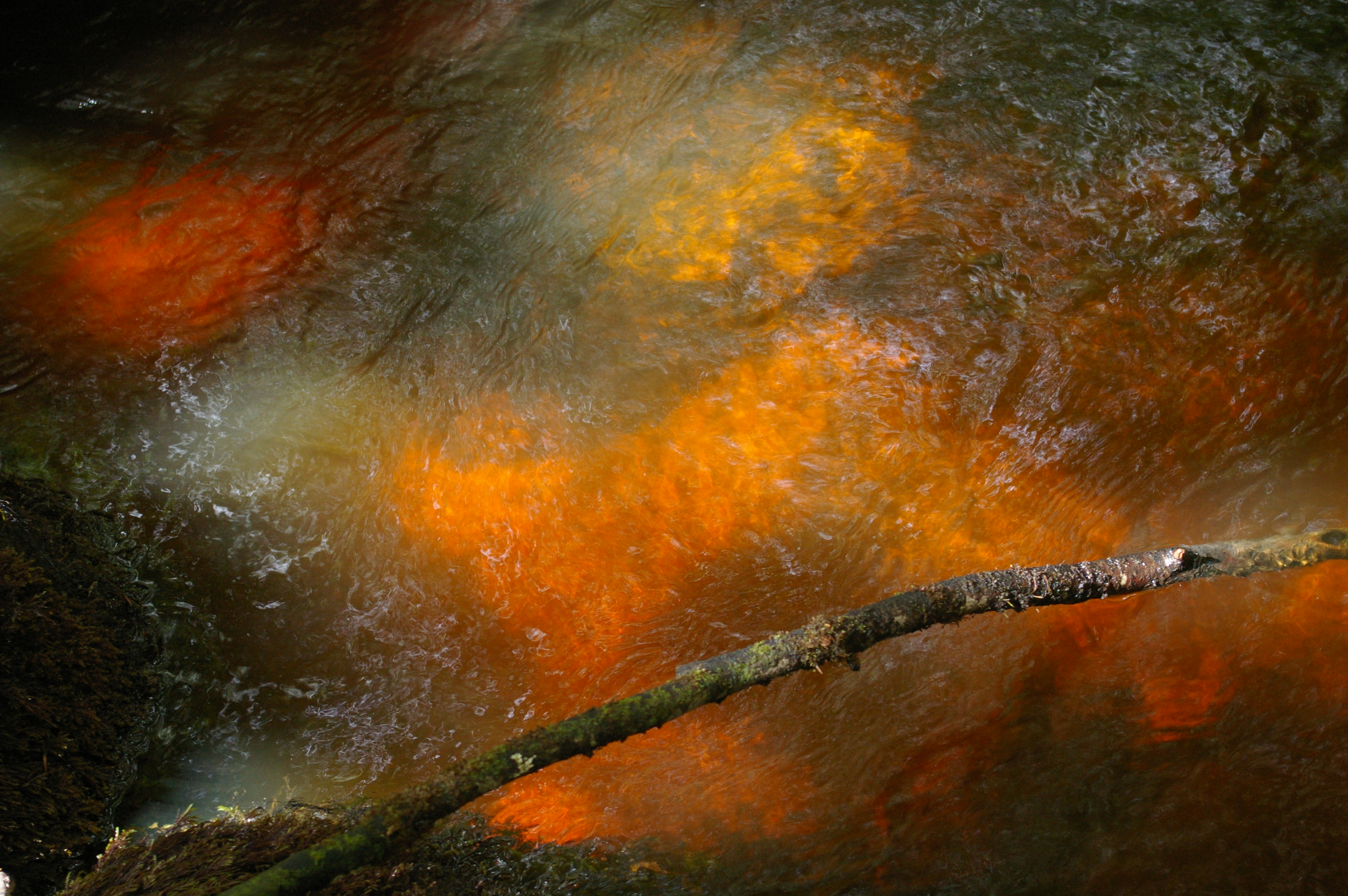
Reflet dans le ruisseau de l'étang de Follézou qui traverse les gorges de Corong.

## Aux alentours
Dans les environs, on peut aller voir le lac de Guerlédan. Juste à côté des Gorges du Corong se trouve la chapelle Notre-Dame des Fleurs, reconstruite au XVIIe siècle.

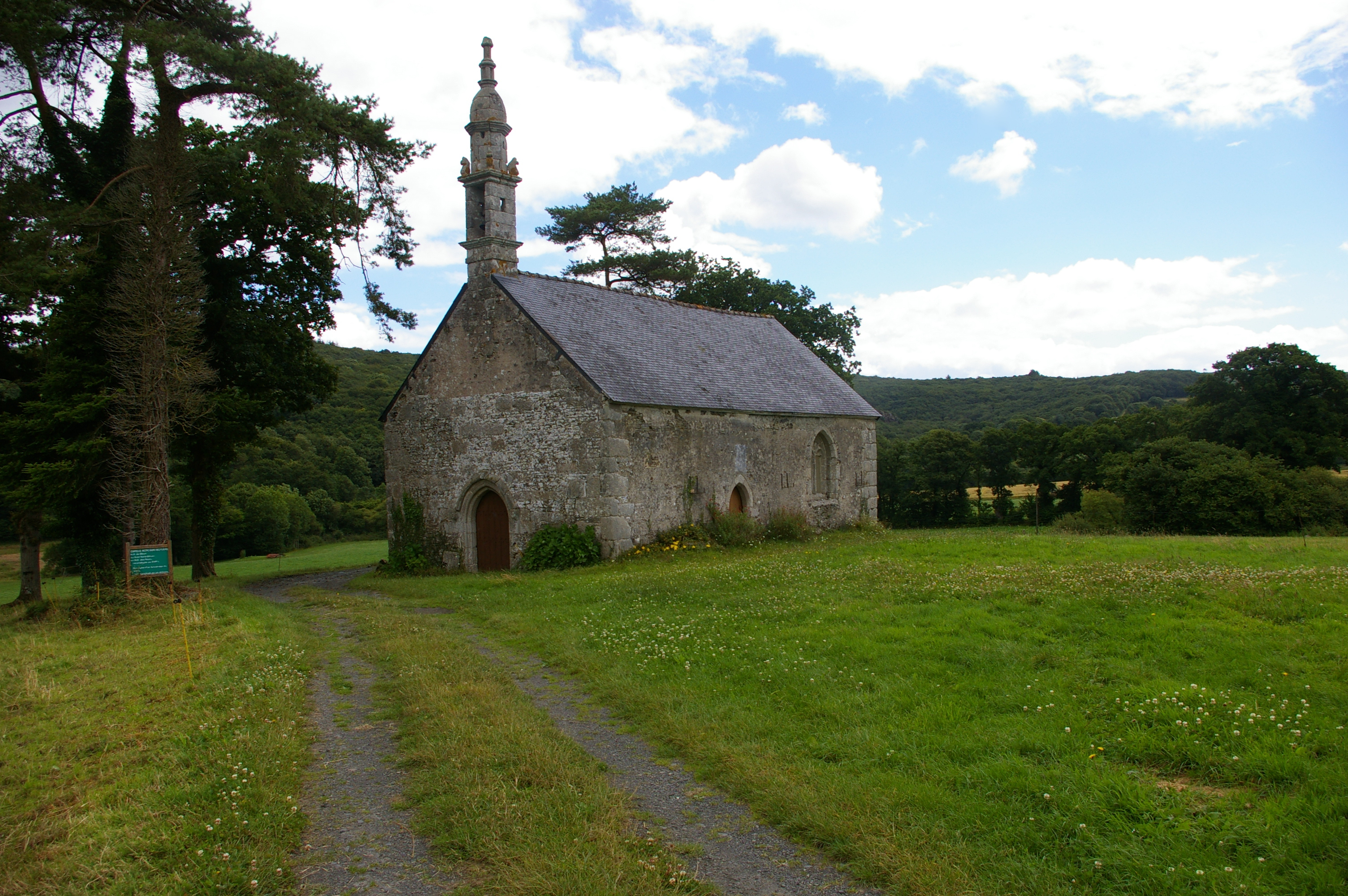
La chapelle Notre-Dame-des-Fleurs (en Locarn).
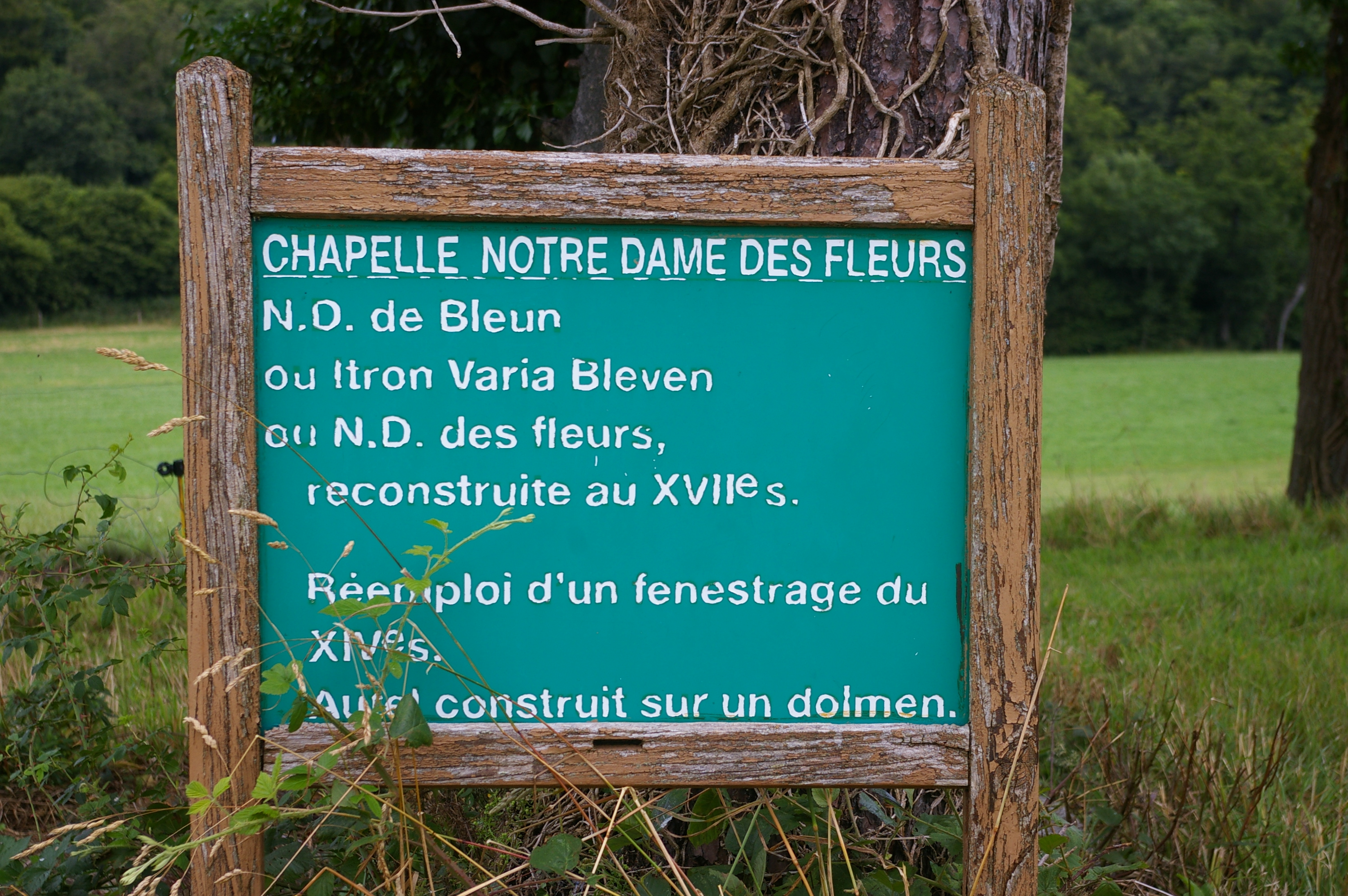
Panneau d'information de la chapelle.

## Référence
1. ↑  « Gorges du Corong », sur blogspot.fr (consulté le 14 septembre 2020).
2. ↑  « Les Gorges du Corong | Locarn », sur Côtes d'Armor (consulté le 9 janvier 2023)
3. ↑  « Les Gorges du Corong / Tourisme Bretagne », sur Tourisme Bretagne (consulté le 14 septembre 2020).
4. ↑  « Les gorges du Corong - Lac de Guerlédan -  Tourisme en Centre Bretagne », sur centrebretagne.info via Wikiwix (consulté le 16 octobre 2023).
5. ↑  Serj Le Maléfan, "Granites de Bretagne", Coop Breizh, 2013,  (ISBN 978-2-84346-588-8)
6. ↑  « Chapelle Notre-Dame-des-Fleurs », sur topic-topos.com via Wikiwix (consulté le 16 octobre 2023).